# A varázstükör (Bűbájos boszorkák)
Az A varázstükör a Bűbájos boszorkák című televíziós sorozat első évadjának hetedik epizódja.
A lányok még nem is gondoltak bele teljesen abba, hogy új boszorkák lévén rendkívül sokan áhítoznak az erejükre, főleg, ha a Hármak Erejéről van szó. Ezúttal egy gonosz varázslónő próbálja megkörnyékezni őket egy fiatal lány vágyakozását kihasználva aziránt, hogy végre ne érezze magát egyedül. A Bűbájosok között azonban a ház karbantartófiúja iránti érdeklődés újabb ellentéteket szül…

## Cselekmény
San Francisco egyik lakásának elsötétített szobájában egy fiatal lány épp megidézi Kalit, aki nem sokkal később a lány előtt elhelyezett tükörben meg is jelenik neki. A lány beszámol róla, hogy már megismerkedett a Halliwell-lányokkal, s hogy beteg édesanyja mennyire hiányzik neki. Kali ezután erőt ad át a lánynak, Avivának, aki ezt követően útra is kel, hogy teljesítse a feladatot, amit Kali kijelölt neki: a Halliwell-lányok bizalmába férkőzni. Kali azonban minden bizonnyal okkal kívánja ezt a lánytól. A házban Leo a nappali kandallójában keresi a nővérek elveszett macskáját, Cirmit, eközben Piper és Phoebe a fiú fenekét sasolja, majd végül Leo vállalkozik arra a feladatra is, hogy kiragaszt néhány hirdetést a cicával kapcsolatban. A kiragasztott hirdetéseket azonban Aviva új erejével, a tűz erejével megsemmisíti…
Miközben a javításokat végző Leo-nak Piper reggelit hoz, Phoebe is kikezd a fiúval, azonban Prue idejében leállítja. Piper és Phoebe ekkor egy versenyt indítanak, amelynek célja természetesen Leo kegyeinek megtalálása. Az egyezség lényege, hogy ha Leo választott, a másiknak már hagynia kell a dolgot tovább működni. Aviva szobájába Jackie nénikéje kér bebocsátást, s a légkörön érződik, hogy kapcsolatuk nem igazán felhőtlen. Jackie néni folyton kritizálja a lányt, és megveti annak édesanyját, amiért rehabilitációs osztályon fekszik, Aviva pedig egyre csak unja az életet nénikéje házában. Prue és Andy ezalatt az estére készülnek, amikor is a tervek szerint a teljesen üres Halliwell-házban végre videóznak egyet. Andy azonban kifejezi kétségét Prue felé, hogy szerinte úgysem fog megtörténni az esti film megtekintése, mivel mindig közbejön valami, és tönkre teszi a randevúkat.
Aviva ezalatt ismét megidézi Kalit, aki ezúttal már valódi tevékenységet oszt ki a lány számára, s elhozza neki Cirmit, hogy ily módon alkalma nyíljon arra, hogy kapcsolatban lépjen a nővérekkel. Miközben Piper moziba hívja Leo-t, Aviva már érkezik is Cirmivel, akit mindkét húg (Prue még nincs otthon) örömmel fogad. Prue és Andy váratlanul beállít, s Prue magán kívül van az idegességtől, hogy húgai miért vannak még mindig a házban. Aviva elszólja magát, hogy boszorkányságról akar beszélgetni a lányokkal, s az Andy kezében található pattogatható kukoricát erejével felpattogtatja, Piper pedig ijedtében megfagyasztja a szoba halandóit, Leo-t, és Andy-t. Aviva elmondja a nővéreknek, hogy szeretne velük barátkozni, de az alapjában véve is ingerült Prue elzavarja a házból, a tinédzser lány pedig keményen visszavág: a Prue kezében lévő videokazettás dobozt megfüstölteti, majd továbbáll…
Kali a csalódott Avivát arra utasítja, próbáljon meg csak Phoebe-vel kapcsolatba lépni, hiszen ő is vágyik egy olyasvalakire, akivel megoszthatja boszorkánytudományát. Amennyiben Avivának sikerül megosztásra késztetni a legfiatalabb Halliwell-nővért, Kali megszerezheti az oly értékes, ősi Halliwell-erőt. Prue eközben másnap reggel nagy nehezen megbeszél egy újabb randevút aznap estére, majd húgaival ismét Avivára terelődik a szó. Prue nem bízik benne, s még mindig úgy gondolja, hogy csupán egy warlock, Piper pedig tartózkodik a véleménynyilvánítástól. Phoebe ezzel szemben adna a lány számára egy esélyt, hogy megmagyarázza, ki is ő valójában, és mit szeretne tulajdonképpen, így az érkező hívásra válaszolva elmegy Aviva iskolájához. A lány kiszökik az udvarból, és egy autóba invitálja. Piper ezalatt a Quake-ben látogatót fogad: Leo-t kínálja hellyel és ebéddel, miközben igyekszik lejáratni Phoebe-t.
Phoebe eközben bemutatja a Halliwell-házat az új ismerősnek, majd mikor a boszorkányság témára terelődik a szó, Aviva elmeséli Phoebe-nek, hogy van egy tanára, akitől megtanult egy erőt is. Phoebe szobájában Kali segítségével át is adja neki az erejét, így Phoebe egy a közelben álló növényre virágokat csal a hő erejével. Az érkező Prue azonban rendkívül dühös lesz Aviva láttán, ráadásul kénytelen ismét lemondani hőn áhított randiját. Phoebe megpróbálja megmagyarázni, de Prue nem hagyja, ráadásul Aviva is felcsattan Phoebe védelmében, majd eloldalog a házból.
Avivához, miközben Kalival beszélget besötétített szobájában, nagynénje érkezik, mert elmondása szerint hangokat hall. A feldúlt lány pedig – Kali besegítésével – a gyertyalángot nagynénje ruhájára irányítja, aki a tűztől sokkba esve legurul a szobaajtó melletti lépcsőn…
Miután a sürgősségiek elszállítják Jackie nénit egy kórházba, Kali újabb küldetéssel látja el a már amúgy is rendkívül rémült lányt. Mivel Phoebe-t már a szövetségesüknek tekinthetik, Aviva feladata, hogy elfoglalja Prue helyét a Hármak Erejében, Piper úgysem fogja útjukat állni. Aviva ezek után a Bűbájosoknál kap menedéket éjszakára, Prue ugyanis beleegyezik, hogy a fiatal lány Phoebe szobájában aludhasson. Az éjszaka folyamán azonban Aviva benyit Prue-hoz, de tettlegességre nem adódik ideje, mivel Piper észreveszi a lányt, aki kimagyarázza magát azzal, hogy a fürdőszobát kereste. Prue másnap látogatóba megy Jackie nénihez, aki elpanaszolja, hogy Aviva milyen furcsa lány, hogy folyton csak a sötét díszletű szobájában kuksol varázsigéket mormolva, ahonnan még különös hangok is kiszűrődnek. Prue-nak egyre gyanúsabbá válik a lány, ezért engedélyt kér arra, hadd szedjen össze néhány holmit Aviva számára a szobájából.
Andy már percek óta vár Prue-ra a Quake-ben a megbeszéltek alapján, de végül elege lesz, ezért továbbáll. Prue némi keresés után rátalál Aviva naplójára, amelyből kiolvassa, milyen mágiát is űz a Cirmi megtalálójaként bemutatkozó diáklány. Rögtön értesíti Phoebe-t arról, hogy elindul hazafelé, emellett figyelmezteti arra, hogy tartsa Avivát szem előtt. Ennek ellenére Avivának sikerül elkéredzkednie „lepihenni egy kicsit”, ezalatt sikerül behatolnia Prue szobájába. A földszinten eközben Phoebe és Leo között folyik a társalgás egy bizonyos dologról, amit Piper mondott Phoebe-ről a szívtipró fiúnak. Phoebe-t Aviva pulóverének érintésére látomás éri, amelyben látja, hogyan támadja meg Aviva legidősebb nővérét. Még sikerül az időközben megérkező Prue előtt benyitnia a szobába, így Aviva tűzlabdája őt találja el, de a megzavarodott lány bocsánatkérések közepette elmenekül a dühös Phoebe elől…
Mialatt Phobe beszámol nővéreinek, mi történt az emeleten, Aviva már csomagol, de Kali kérdőre vonja, és ráveszi, hogy búcsúzásként érintse meg a tükröt. Azonban ahelyett, hogy eltűnne, a gonosz varázslónő megszállva a lányt elsiet a Halliwell-házba, ahol a Bűbájosok már felkészültek Kali likvidálására, amelyhez csupán össze kell törni a tükrét. Aviván rögtön látják, hogy Kali megszállta, így Piper fagyasztó erejét felhasználva Kalit sikerül megfagyasztani, miközben Aviva a földre esik, mivel ő jó boszorkány. Prue a telekinézis erejével sikeresen a tükörbe dobja Kalit, Phoebe pedig egy ütőszerszámmal ripityára töri az állótükröt, megállítva ezzel a varázslónő álnok mesterkedéseit.
Prue Andy-vel a nyomozó meglehetősen paprikás hangulatában beszélget, hiszen elege van belőle, hogy a lány folyton mást tart fontosnak, és attól tart, Prue nem igazán bízik meg benne, aki azonban továbbra sem tudja, és nem is meri felfedni az igazságot, még olyan áron sem, hogy elveszíti Andyt…

## Árnyékok Könyve

### Ellenségek
Kali
Egy gonosz varázslónő, aki a saját dimenziójába van beátkozva. Tükörképekben létezik és megvan arra a képessége, hogy ártatlanok bőrébe bújva boszorkányerőket szerezzen meg. Megszabadulási mód: tükörképének összetörése.

## Szereplők

### Állandó szereplők
- Prue Halliwell szerepében Shannen Doherty
- Piper Halliwell szerepében Holly Marie Combs
- Phoebe Halliwell szerepében Alyssa Milano
- Andy Trudeau szerepében T. W. King

### Mellékszereplők
- Leo Wyatt (a ház karbantartója) szerepében Brian Krause

### Epizódszereplők
- Aviva (fiatal tinédzserboszorkány) szerepében Danielle Harris
- Kali (gonosz varázslónő) szerepében Rebekah Carlton
- Jackie néni (Aviva nagynénje és átmeneti nevelőanyja) szerepében Rebecca Balding

- Videotékás fiú szerepében Michael LeBlanc

## Apróságok
- A plakátokon, amelyeket Leo kiragaszt az elveszett Cirmi képével, mind 7575 Prescott Street-ként írják le a Halliwell-lányok otthonának pontos címét, amely később titokzatosan 1329 Prescott Street-re változik.
- Mielőtt Aviva megtámadná Prue-t, Piper kilép a folyosóra. Aviva ekkor azt mondja, a fürdőszobát keresi, mire Piper elmondja neki, hogy azt jobbra találja, lent a hallban, mire Aviva balra fordul.
- Amikor Prue Aviva szobájában sétál, kinyitja a ruhásszekrény ajtaját. A tükör azonban Prue-t mutatja a ruhásszekrény előtt, nem pedig egy nyitott ruhásszekrényajtót.
- A szöveg, amit Prue felolvas Aviva naplójából, nem teljesen egyezik azzal, amely a napló oldalán látható.
- Prue felhívja Phoebe-t, és megkéri rá a lányt, tartsa Avivát szem előtt, erre Phoebe engedi, hogy a lány elmenjen „pihenni”.
- A Jackie néni szerepében tündöklő Rebecca Balding, aki egyébként James L. Conway, a sorozat egyik rendezőjének és későbbi producerének párja a valós életben, később, a negyedik évadtól kezdődően Elise Rothman szerepében játszik, aki Phoebe főnöke a The Bay Mirror elnevezésű lapnál.
- A nővérek otthoni telefonszáma az epizódban elhangzik: 555-0198, később ugyanez a telefonszám jelenik meg egy televíziós hirdetésben a sorozat harmadik évadjának egyik epizódjában, a Bűnös városban.
- Kali eredetileg egy hindu istennő elnevezése, akit a pusztítás és az újjászületés istennőjeként tartanak számon.
- Amikor Kali a Phoebe szobájában lévő tükörben megjelenik, a tükörképben egy megvetett, üres ágy található ahelyett, hogy Phoebe-t látnánk benne aludni.

## Az epizód címe más nyelveken
- spanyol: La cuarta hermana (A negyedik nővér)
- francia: La quatrième Sœur (A negyedik nővér)
- olasz: Lo specchio
- portugál: A Quarta Irmã (A negyedik nővér)